# Temporada da PLK de 2021-22
A Temporada da PLK de 2020–21, também conhecida como Energa Basket Liga por motivos de patrocinadores, foi a 88ª edição da principal competição da modalidade no país. O Arged BM Slam Stal Ostrów Wielkopolski defendeu seu título nacional.

## Participantes
| Clube                                  | Localização         | Arena                              | Capacidade |
| -------------------------------------- | ------------------- | ---------------------------------- | ---------- |
| Anwil Włocławek                        | Włocławek           | Hala Mistrzów                      | 4 200      |
| Arged BM Slam Stal Ostrów Wielkopolski | Ostrów Wielkopolski | Hala Sportowa Stal                 | 1 200      |
| Asseco Arka Gdynia                     | Gdynia              | Gdynia Sports Arena                | 5 500      |
| Enea Abramczyk Astoria Bydgoszcz       | Bydgoszcz           | Artego Arena                       | 1 470      |
| Enea Zastal BC Zielona Góra            | Zielona Góra        | CRS Hall Zielona Góra              | 6 080      |
| Grupa Sierleccy Czarni Słupsk          | Słupsk              | Hala Gryfia                        | 2 500      |
| GTK Gliwice                            | Gliwice             | Centrum Sportowo-Kulturalne Łabędź | 400        |
| Hydrotruck Radom                       | Radom               | ZSE Radom                          | 1 200      |
| King Szczecin                          | Szczecin            | Azoty Arena                        | 7 403      |
| Legia Varsóvia                         | Varsóvia            | OSiR Bemowo                        |            |
| MKS Dąbrowa Górnicza                   | Dąbrowa Górnicza    | Centrum Hall                       | 2 944      |
| PGE Spójnia Stargard                   | Stargard            | Hala Miejska                       | 2 500      |
| Polski Cukier Pszczółka Start Lublin   | Lublin              | Globus                             | 5 000      |
| Trefl Sopot                            | Sopot               | Ergo Arena                         | 15 000     |
| Twarde Pierniki Toruń                  | Toruń               | Hala Widowiskowo-Sportowa          | 6 248      |
| WKS Śląsk Wrocław                      | Breslávia           | Hala Orbita                        | 3 000      |

## Temporada regular

### Classificação Temporada Regular
| Pos. | Clube                                  | P  | J  | V-D     | Casa   | Fora   | P+ -P-      | SP   | Classificação            |
| ---- | -------------------------------------- | -- | -- | ------- | ------ | ------ | ----------- | ---- | ------------------------ |
| 1    | Grupa Sierleccy Czarni Słupsk          | 53 | 30 | 23 - 7  | 13 - 2 | 10 - 5 | 2513 - 2362 | 151  | Playoffs                 |
| 2    | Anwil Włocławek                        | 52 | 30 | 22 - 8  | 12 - 3 | 10 - 5 | 2554 - 2359 | 195  | Playoffs                 |
| 3    | Arged BM Slam Stal Ostrów Wielkopolski | 52 | 30 | 22 - 8  | 13 - 2 | 9 - 6  | 2792 - 2433 | 359  | Playoffs                 |
| 4    | Enea Zastal Zielona Góra               | 51 | 30 | 21 - 9  | 13 - 2 | 8 - 7  | 2642 - 2387 | 255  | Playoffs                 |
| 5    | WKS Śląsk Wrocław                      | 49 | 30 | 19 - 11 | 11 - 4 | 8 - 7  | 2553 - 2383 | 170  | Playoffs                 |
| 6    | Legia Varsóvia                         | 47 | 30 | 17 - 13 | 9 - 6  | 8 - 7  | 2505 - 2446 | 59   | Playoffs                 |
| 7    | Twarde Pierniki Toruń                  | 47 | 30 | 17 - 13 | 9 - 6  | 8 - 7  | 2508 - 2500 | 8    | Playoffs                 |
| 8    | King Szczecin                          | 45 | 30 | 15 - 15 | 8 - 7  | 7 - 8  | 2504 - 2502 | 2    | Playoffs                 |
| 9    | Enea Astoria Bydgoszcz                 | 45 | 30 | 15 - 15 | 8 - 7  | 7 - 8  | 2497 - 2474 | 23   |                          |
| 10   | Trefl Sopot                            | 45 | 30 | 15 - 15 | 7 - 8  | 8 - 7  | 2443 - 2461 | -18  |                          |
| 11   | PGE Spójnia Stargard                   | 41 | 30 | 11 - 19 | 7 - 8  | 4 - 11 | 2379 - 2560 | -181 |                          |
| 12   | Polski Cukier Pszczółka Start Lublin   | 41 | 30 | 11 - 19 | 4 - 11 | 7 - 8  | 2293 - 2455 | -162 |                          |
| 13   | Asseco Arka Gdynia                     | 41 | 30 | 11 - 19 | 6 - 9  | 5 - 10 | 2300 - 2499 | -199 |                          |
| 14   | MKS Dąbrowa Górnicza                   | 40 | 30 | 10 - 20 | 6 - 9  | 4 - 11 | 2482 - 2636 | -154 |                          |
| 15   | GTK Gliwice                            | 36 | 30 | 6 - 24  | 4 - 11 | 2 - 13 | 2271 - 2587 | -316 |                          |
| 16   | Hydrotruck Radom                       | 35 | 30 | 5 - 25  | 2 - 13 | 3 - 12 | 2348 - 2540 | -192 | Rebaixados para a I Liga |

### Resultados
| Casa\Visitante                         | ANW   | ARG    | GDY    | BYD    | ZIE    | CZA    | GLI    | RAD     | SZC    | LEG    | GOR    | SPO    | LUB    | SOP     | TOR    | WRO    |
| -------------------------------------- | ----- | ------ | ------ | ------ | ------ | ------ | ------ | ------- | ------ | ------ | ------ | ------ | ------ | ------- | ------ | ------ |
| Anwil Włocławek                        |       | 107-88 | 72-82  | 77-58  | 89-82  | 75-80  | 95-71  | 93-79   | 80-89  | 94-81  | 90-86  | 108-97 | 90-81  | 81-61   | 84-78  | 97-89  |
| Arged BM Slam Stal Ostrów Wielkopolski | 66-79 |        | 98-75  | 83-73  | 105-98 | 825-83 | 78-77  | 108-84  | 84-74  | 96-92  | 91-80  | 91-82  | 99-62  | 86-78   | 96-74  | 83-74  |
| Asseco Arka Gdynia                     | 78-83 | 73-102 |        | 74-97  | 73-83  | 59-87  | 84-68  | 99-78   | 89-65  | 70-88  | 81-80  | 76-74  | 78-66  | 90-98   | 90-101 | 65-80  |
| Enea Abramczyk Astoria Bydgoszcz       | 58-62 | 83-86  | 98-85  |        | 106-88 | 86-82  | 94-71  | 76-73   | 71-102 | 76-83  | 92-62  | 97-93  | 82-89  | 105-90  | 70-81  | 77-88  |
| Enea Zastal BC Zielona Góra            | 79-83 | 75-61  | 75-61  | 97-82  |        | 83-91  | 102-82 | 91-78   | 87-71  | 100-66 | 91-79  | 106-64 | 85-70  | 91-66   | 85-67  | 81-71  |
| Grupa Sierleccy Czarni Słupsk          | 83-77 | 88-80  | 100-75 | 99-78  | 80-63  |        | 84-74  | 86-82   | 77-92  | 96-90  | 94-75  | 68-66  | 66-62  | 73-66   | 77-94  | 89-79  |
| GTK Gliwice                            | 62-88 | 70-122 | 72-73  | 77-82  | 82-89  | 76-83  |        | 86-82   | 73-70  | 78-75  | 67-95  | 110-70 | 73-76  | 72-82   | 70-83  | 61-89  |
| Hydrotruck Radom                       | 84-92 | 83-78  | 85-91  | 68-85  | 89-92  | 80-83  | 82-94  |         | 74-82  | 75-88  | 75-78  | 68-87  | 65-70  | 69-76   | 72-59  | 64-67  |
| King Szczecin                          | 82-76 | 79-118 | 78-85  | 81-71  | 86-96  | 74-77  | 93-82  | 103-112 |        | 99-83  | 83-102 | 93-81  | 81-85  | 98-73   | 92-87  | 99-83  |
| Legia Varsóvia                         | 74-73 | 84-114 | 79-59  | 68-87  | 79-85  | 68-66  | 86-73  | 73-60   | 101-71 |        | 81-78  | 84-86  | 69-60  | 104-109 | 105-68 | 73-87  |
| MKS Dąbrowa Górnicza                   | 92-82 | 96-112 | 96-85  | 80-94  | 83-78  | 82-97  | 101-92 | 76-72   | 77-90  | 86-99  |        | 87-101 | 94-101 | 71-79   | 98-92  | 87-88  |
| PGE Spójnia Stargard                   | 95-87 | 61-105 | 79-64  | 89-86  | 53-96  | 81-104 | 64-54  | 80-73   | 75-81  | 63-77  | 75-71  |        | 80-81  | 82-94   | 80-82  | 86-73  |
| Polski Cukier Pszczółka Start Lublin   | 64-75 | 77-88  | 90-76  | 73-80  | 73-99  | 81-82  | 69-77  | 79-78   | 73-92  | 97-107 | 77-68  | 82-97  |        | 70-73   | 83-85  | 85-67  |
| Trefl Sopot                            | 82-89 | 77-101 | 58-72  | 81-86  | 93-89  | 103-78 | 91-68  | 80-85   | 69-61  | 85-70  | 86-70  | 72-71  | 84-86  |         | 89-91  | 89-102 |
| Twarde Pierniki Toruń                  | 84-92 | 105-98 | 83-75  | 102-86 | 95-77  | 83-76  | 99-85  | 82-85   | 76-69  | 77-87  | 85-92  | 85-77  | 81-55  | 73-92   |        | 86-95  |
| WKS Śląsk Wrocław                      | 74-80 | 79-69  | 86-63  | 90-81  | 85-88  | 96-84  | 106-74 | 106-94  | 85-74  | 78-91  | 102-60 | 105-90 | 84-76  | 77-67   | 68-70  |        |

## Playoffs

### Confrontos

#### Quartas de final
| Time 1                                 | Série | Time 2                | 1º Jogo  | 2º Jogo | 3º Jogo | 4º Jogo | 5º Jogo |
| -------------------------------------- | ----- | --------------------- | -------- | ------- | ------- | ------- | ------- |
| Grupa Sierleccy Czarni Słupsk          | 3 - 1 | King Szczecin         | 93 - 69  | 89 - 80 | 78 - 83 | 97 - 82 | -       |
| Enea Zastal Zielona Góra               | 2 - 3 | WKS Śląsk Wrocław     | 103 - 90 | 85 - 83 | 68 - 95 | 80 - 87 | 80 - 86 |
| Anwil Włocławek                        | 3 - 1 | Twarde Pierniki Toruń | 92 - 62  | 87 - 71 | 85 - 94 | 85 - 78 | -       |
| Arged BM Slam Stal Ostrów Wielkopolski | 0 - 3 | Legia Varsóvia        | 78 - 82  | 64 - 67 | 81 - 85 | -       | -       |

#### Semifinal
| Time 1                        | Série | Time 2            | 1º Jogo | 2º Jogo | 3º Jogo  | 4º Jogo | 5º Jogo |
| ----------------------------- | ----- | ----------------- | ------- | ------- | -------- | ------- | ------- |
| Grupa Sierleccy Czarni Słupsk | 2 - 3 | WKS Śląsk Wrocław | 57 - 77 | 66 - 91 | 123 - 60 | 89 - 69 | 71 - 81 |
| Anwil Włocławek               | 0 - 3 | Legia Varsóvia    | 79 - 83 | 71 - 77 | 77 - 87  |         |         |

#### Decisão de terceiro colocado
| Time 1                        | Série | Time 2          | 1º Jogo | 2º Jogo | 3º Jogo |
| ----------------------------- | ----- | --------------- | ------- | ------- | ------- |
| Grupa Sierleccy Czarni Słupsk | 0 - 2 | Anwil Włocławek | 77 - 78 | 76 - 91 | -       |

#### Final
| Time 1            | Série | Time 2         | 1º Jogo | 2º Jogo | 3º Jogo | 4º Jogo | 5º Jogo | 6º Jogo | 7º Jogo |
| ----------------- | ----- | -------------- | ------- | ------- | ------- | ------- | ------- | ------- | ------- |
| WKS Śląsk Wrocław | 4 - 1 | Legia Varsóvia | 76 - 72 | 85 - 88 | 81 - 74 | 66 - 63 | 90 - 77 | -       | -       |

### Premiação
| PLK Energa Liga 2021-22      |
| ---------------------------- |
| WKS Śląsk Wrocław 18º Título |

## Copa da Polônia - Lublin 2022
A fase aguda da Copa da Polônia em 2022 foi novamente em Lublin entre os dias 17 e 18 de fevereiro.
|  | Quartas de final | Quartas de final                     | Quartas de final                     |                                  |                                  | Semifinais | Semifinais | Semifinais |  |  | Final | Final                                | Final |
|  |                  |                                      |                                      |                                  |                                  |            |            |            |  |  |       |                                      |       |
|  |                  |                                      |                                      |                                  |                                  |            |            |            |  |  |       |                                      |       |
|  |                  | Anwil Włocławek                      | 94                                   |                                  |                                  |            |            |            |  |  |       |                                      |       |
|  |                  | King Szczecin                        | 98                                   |                                  |                                  |            |            |            |  |  |       |                                      |       |
|  |                  | King Szczecin                        | 98                                   |                                  | King Szczecin                    | 70         |            |            |  |  |       |                                      |       |
|  |                  |                                      |                                      |                                  | King Szczecin                    | 70         |            |            |  |  |       |                                      |       |
|  |                  |                                      | Polski Cukier Pszczółka Start Lublin | 77                               |                                  |            |            |            |  |  |       |                                      |       |
|  |                  | Polski Cukier Pszczółka Start Lublin | Polski Cukier Pszczółka Start Lublin | 77                               | 82                               |            |            |            |  |  |       |                                      |       |
|  |                  | Polski Cukier Pszczółka Start Lublin |                                      |                                  | 82                               |            |            |            |  |  |       |                                      |       |
|  |                  | Enea Zastal Zielona Góra             | 81                                   |                                  |                                  |            |            |            |  |  |       |                                      |       |
|  |                  |                                      |                                      |                                  |                                  |            |            |            |  |  |       | Polski Cukier Pszczółka Start Lublin | 76    |
|  |                  |                                      |                                      | Arge BM Stal Ostrów Wielkopolski | 83                               |            |            |            |  |  |       |                                      |       |
|  |                  | Twarde Pierniki Toruń                | 78                                   |                                  |                                  |            |            |            |  |  |       |                                      |       |
|  |                  | Arge BM Stal Ostrów Wielkopolski     | 84                                   |                                  |                                  |            |            |            |  |  |       |                                      |       |
|  |                  | Arge BM Stal Ostrów Wielkopolski     | 84                                   |                                  | Arge BM Stal Ostrów Wielkopolski | 94         |            |            |  |  |       |                                      |       |
|  |                  |                                      |                                      |                                  | Arge BM Stal Ostrów Wielkopolski | 94         |            |            |  |  |       |                                      |       |
|  |                  |                                      | Śląsk Wrocław                        | 87                               |                                  |            |            |            |  |  |       |                                      |       |
|  |                  | Grupa Sierleccy Czarni Słupsk        | Śląsk Wrocław                        | 87                               | 77                               |            |            |            |  |  |       |                                      |       |
|  |                  | Grupa Sierleccy Czarni Słupsk        |                                      |                                  | 77                               |            |            |            |  |  |       |                                      |       |
|  |                  | Śląsk Wrocław                        | 88                                   |                                  |                                  |            |            |            |  |  |       |                                      |       |

### Premiação
| Suzuki Puchar Polski 2022 (Lublin)           |
| Polónia                                      |
| -------------------------------------------- |
| Arge BM Stal Ostrów Wielkopolski (2° título) |

## Supercopa da Polônia de 2021
| 1 de setembro de 2021 20:00 CET | relatório | BM Slam Stal                                  | 69–84 | Zielona Góra |  | Árbitros: Łukasz Jankowski Michał Chrakowiecki Bartłomiej Kucharski |  |
| 1 de setembro de 2021 20:00 CET | relatório | Placar por quarto: 14-17, 18-19, 22-23, 15-25 |       |              |  | Árbitros: Łukasz Jankowski Michał Chrakowiecki Bartłomiej Kucharski |  |

### Premiação
| Suzuki Superpuchar Polski 2021 |
| ------------------------------ |
| Zielona Góra 2º Título         |